# Pilosella brachiata
Pilosella brachiata — вид рослин із родини айстрових (Asteraceae).

## Біоморфологічна характеристика
Стебла до 15 см заввишки, від основи розгалужені, порожнисті, з розсіяними простими та залізистими волосками та рясним зірчастим запушенням. Прикореневих листків 5–7, до 5 см завдовжки і 1 см завширшки, від лопатевих до довгастих і ланцетних, тупуваті або гострі, цілокраї, зверху з розсіяними щетинками ≈ 3 мм завдовжки, знизу — з рясним зірчастим запушенням, з домішкою простих; стебловий листок 1, у нижній 1/3 стебла, ланцетний. Суцвіття складається з 1–3 кошиків. Обгортки 8–9 мм завдовжки та 7–8 мм завширшки. Квітки жовті, язичкові, крайові квітки зовні з червоними смужками. Плоди темно-бурі, близько 1.6 мм завдовжки (незрілі); чубчик 4 мм завдовжки.

## Середовище проживання
Зростає у Європі, Туреччині й на Кавказі — Австрія, Білорусь, Болгарія, Росія (цн.-євр. і Північний Кавказ), Чехія, Словаччина, Франція, Німеччина, Угорщина, Італія, Нідерланди, Польща, Румунія, Швейцарія, Південний Кавказ, Туреччина, Україна, колишня Югославія.